# Список об'єктів, названих на честь Михайла Пилиповича Кравчука
Наступне було названо на честь Михайла Пилиповича Кравчука (1892—1942) — українського математика:
- Матриці Кравчука
- Поліноми Кравчука
- Михайло Кравчук (монета)